# 日本の対米英宣戦布告
日本の対米英宣戦布告（にほんのたいべいえいせんせんふこく）、米國及󠄁英國ニ對スル宣戰ノ詔書（べいこくおよびえいこくにたいするせんせんのしょうしょ）は、日本がアメリカ合衆国及びイギリスに対して起こした太平洋戦争（大東亜戦争）について、「汝有衆に示す」とあるように宣戦を布告した事を国民に伝えた詔書である。1941年（昭和16年）12月8日午後11時40分（一部紙新聞では11時45分）に発布された。
この布告は、真珠湾の米海軍基地に対する攻撃および英国軍に対するマラヤ、シンガポール、香港における攻撃が開始されてから7.5時間後に発布されている。12月8日の日本の夕刊全紙の1面に掲載され、その後も戦争への決意を再確認するため、1945年（昭和20年）8月15日に日本が降伏するまで毎月8日に再掲載された。
また、同日午後1時20分には、対英米開戦を宣明する政府声明と内閣告示が出されている。

## 詔書
日本国政府が米国および英国に対して宣戦布告した事実は、天皇が発する詔書の形で国民に対して示された（昭和16年12月8日詔書『米国及英国ニ対スル宣戦ノ件』）。混同されやすいが、この詔書は「宣戦布告」したことを国民に知らせるものであり、宣戦布告そのものは相手国に通告して行うものである。後者の意味での「宣戦布告」は、同日午後1時20分（日本時間）の対英米開戦を宣明する政府声明とその各国への通告ないし全世界に向けた発表によってなされたことになる。ただし、東郷茂徳外相は、のちの東京裁判において、自分としては、日米交渉の中で「今後交󠄁涉ヲ繼續スルモ妥󠄁結ニスルヲ得ズト認󠄁ムル外ナキ旨ヲ、合衆國政府ニ通󠄁吿スルヲ遺󠄁憾トスルモノナリ」との文面の「帝国政府ノ対米通牒覚書」を通告したことで、事実上の最後通告を行ったものと考えているとしている（参考真珠湾攻撃#「帝国政府ノ対米通牒覚書」と宣戦布告）。
以下は、詔書の原文、常用漢字改編版（常用漢字・現代仮名遣い・ひらがな書きに改編）および現代語訳である。

### 常用漢字版
常用漢字改編版（常用漢字・現代仮名遣い・ひらがな書きに改編）

### 現代語訳
現代語訳

## 歴史的文脈
本詔書の実質的内容は、アメリカ合衆国とイギリス帝国に対する宣戦布告であり、日本の外交政策に対して推定される破壊的行動について説明し、戦争を回避するために日本国政府が取りうる手段は全て尽きたと述べている。
しかし、日本は「大東亜共栄圏」の成立に向けて中国とインドシナの大部分に侵攻しており、現在では日本においても帝国主義の口実であるとの見方が大勢である。九カ国条約（ワシントン体制）にみるように、日本同様、対中対満権益に強い関心を持つ米国は、1941年8月、日本による満州・中国・仏印進駐などアジアへの武力侵略を止めるとの名目で、日本の行動を封じ込めることを目的に、日本への経済制裁として手始めに石油の輸出や鉄の輸出を禁止していた。日本はこの行動を敵対的かつ挑発的な行為であると考え、真珠湾攻撃および米英両国に対する宣戦布告による戦争開始によって、その解決を図った。

## アメリカに対する宣戦布告の決定を巡る問題
1931年（昭和6年）に発生した満州事変以来悪化の一途を辿ってきた日米関係を解決するため、1941年（昭和16年）4月から日本国政府およびアメリカ合衆国政府間で一連の交渉（日米交渉）がワシントンで続けられていた。日本国政府では11月1日に開かれた大本営政府連絡会議及びそれを受けて11月5日に開催された御前会議で決定された「帝国国策遂行要領」において、11月末までに日米交渉が成立しない場合には武力発動に移る方針が決定されていた。
そのような中、11月26日（ワシントン時間、日本では翌27日にあたる）コーデル・ハル国務長官から日本側に提示された所謂「ハル・ノート」は日本本国の政策決定過程においては最後通牒と主張され、開戦の最終決定に至った。「ハル・ノート」は自らを試案であり、（今後の交渉がこれに）拘束されるものでないとしていて、これが実際に最後通牒といえるかについては議論があるものの、日本側から提示された「乙案」と「ハル・ノート」の差が大きい以上、戦争は避けられない状況にあったとの主張も、日本にある。ただし、「ハル・ノート」中の中国からの撤兵要求につき、当時の日本にとって、この中国に満州を含むかどうかが重要な問題で、当時の東郷外相は初めから満州を含むものと考えて報告し、それがため開戦に踏み切らざるをえなくなったかのように、当の東郷自身は戦後主張している。一方で、責任ある地位にいた者の中で「満州を含む」と解釈していたとは認められず、これは結局、戦後に戦犯裁判に架けられた者の側からの日本は戦争に追い込まれたとする一種の陰謀論ではないかとする説もある。両説どちらからも、東郷のそもそもの真意や実際の行動がどうであったか、疑問が呈されている。また、「ハル・ノート」の内容が多くの日本側の戦争回避論者を失望させたことや、開戦主張論者に交渉成立の「見込み無し」として利用されたのは事実であるが、そもそも「ハル・ノート」が最後通牒を受けたも同然と言われるようにまでなったのは、少なくとも公には、戦後の東京裁判等で東郷が自身の戦争開始責任を逃れるため言い出し、それに合わせた議論が主張されるようになってからである。
いずれにせよ、日本国政府は11月27日及び29日の大本営政府連絡会議及び29日の重臣会議の合意を経て12月1日午後2時に開催された御前会議において、開戦の方針が正式に最終決定された。
また、11月5日の日本側の開戦開始の後、外務省において、どのような形で宣戦布告を行うか検討が行われ、例えば、宣戦布告後しばらくおいて戦闘を開始する、戦闘開始後に一定の日をおいて宣戦布告する、あるいは一定地域を戦闘地域と指定するといった風におよそあらゆる形が検討されていて、その結果との関連は不明だが、最終的に戦闘開始の後にその翌日に宣戦布告を行うことが決定されている（翌日としたのは、戦闘開始を聞いて、閣議決定、枢密院上奏、天皇の大詔渙発と、手順に時間がかかることを考慮した結果と思われる。）。
当初、東郷は12月1日に開戦があるものと思っていた（統帥権の独立により、正確な日時は東郷にも知らされていなかった。）。ところが、11月27日の大本営政府連絡会議で開戦が事実上決定した後も、東郷は海軍側から米国との交渉を続けるよう要請され、今さら間に合わず無駄ではないかと海軍側に言ったところから、海軍側との会話で、開戦予定日が12月8日であり海軍側は米国側を油断させるため交渉をギリギリまで続けさせる意図であることを、初めて知ったとしている。12月1日の御前会議で開戦が最終的に正式決定されたが、このとき偽装のため交渉を最後まで続けることを前提に、交渉打切を通告するか、通告する場合の最終通牒の文面はどうするか等は大本営と外務省で定めることとされた。
ワシントンでの12月8日（現地は7日）の野村駐米大使と来栖特命全権大使による対米宣戦布告のいわゆる通告遅れの問題であるが、このときの両大使が持参した文面はあくまでも当時行われていた日米間交渉について「日本側が成立の見込みがないと判断するに至った」ことを伝えるものであり、宣戦布告はおろか、国交断絶や交渉打切りを直截に宣する文言はない。これが事実上宣戦布告の文とする言説は開戦当時から既に一部にありはしたが、開戦通告の文書を米国側に手渡すのが遅れたのだとする説が日本で流布されるようになったのは、東條が戦後の東京裁判において、自身の意見としてはこの通告を宣戦布告と同様に考えていると、自身の弁護のために主張したことに端を発する。米軍占領下で「真珠湾攻撃は卑怯な騙し討ち」とのキャンペーンが米国側で圧倒的であるのを痛感した日本人らが、あくまで日本で生み出し、日本国内で広めた主張である。したがって、特別交渉も行われていなかった英国には、この時点ではこの種の通告文は交付されていない。日本国内においては、外相官邸において東郷外相からこの通牒が日本の8日午前7時半にグルー駐日米国大使に手交され、クレーギー駐日英国大使には「参考として」午前8時に手交されている。その後に、開戦の詔勅、政府声明が出されたのは記述の通りである。